# 어빙 고프먼

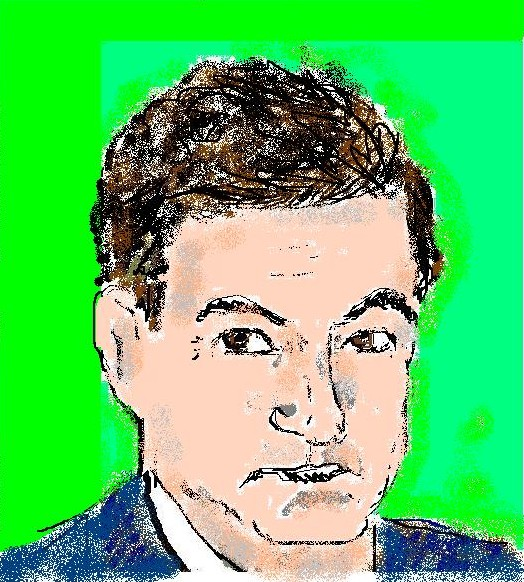

어빙 고프먼(영어: Erving Goffman, 1922년 6월 11일 ~ 1982년 11월 19일)은 캐나다와 미국의 사회학자 겸 사회심리학자이다. "20세기의 가장 영향력 있는 미국 사회학자"로 간주되기도 한다. 2007년 타임즈 고등 교육 가이드에 의해 앤서니 기든스, 피에르 부르디외, 미셸 푸코에 이어, 위르겐 하버마스를 앞서는 인문학과 사회과학에서 여섯 번째로 주목받는 작가로 등재되었다.
고프먼은 미국 사회학 협회의 73번째 회장이었다. 그가 사회 이론에 기여한 가장 잘 알려진 것은 상징적인 상호작용에 대한 연구다. 이것은 그의 1956년 책 "매일 삶 속의 자아 표현"에서 시작하여 극적 분석의 형태를 취했다. 고프먼의 다른 주요 저작으로는 《수용소(Asylums)》(1961), 《시티그마(Stigma)》(1963), Interaction Rential(1967), Frame Analysis(1974), Forms of Talk(1981) 등이 있다. 그의 주요 연구 분야로는 일상생활의 사회학, 사회적 상호 작용, 자아에 대한 사회적 구성, 경험의 사회 조직(프람링), 토탈 제도나 스티그마 같은 사회 생활의 특정 요소 등이 있었다.

## 삶
고프먼은 1922년 6월 11일 캐나다 앨버타 주 맨빌에서 맥스 고프먼과 앤 아베르바흐 사이에서 태어났다. 그는 세기가 바뀔 무렵 캐나다로 이주해 온 우크라이나 유대인의 가족 출신이다. 그에게는 연상의 형제인 프란체스 베이가 있었는데, 그는 배우가 되었다. 이 가족은 마니토바 주 도핀으로 이사하여 그의 아버지가 성공적인 재단 사업을 운영하였다.
1937년부터 고프먼은 그 해에 가족이 이사한 위니펙에 위치한  세인트 존스 기술 고등학교에 다녔다. 1939년에 마니토바 대학에 입학하여 화학을 전공했다. 그는 공부를 중단하고 존 그리어슨이 설립한 캐나다 국립 영화 위원회의 영화 산업에서 일하기 위해 오타와로 이사했다. 나중에 그는 사회학에 대한 관심이 발전하였고, 이 기간동안 유명한 북미의 사회학자인 데니스 롱을 만났다. 그들의 만남은 고프먼이 매니토마 대학을 떠나 토론토 대학에 입학하는 동기가 되었다. 그곳에서 C. W. M. Hart와 Ray Birdwhistell 밑에서 공부했으며, 1945년에 사회학 및 인류학 학사 학위를 취득했다.후에 그는 시카고 대학으로 옮겨 사회학 석사(1949)와 박사(1953)학위를 받았다. 고프먼은 박사학위 논문을 위해 1949년 12월부터 1951년 5월가지 셰틀렌드 제도의 Unst섬에 살며 민족지학적 데이터를 수집했다. 〈섬 공동체의 의사소통 행위(Communication Conduct in an Island Community)〉(1953)라는 제목의 고프먼의 논문은 W. 로이드 워너, 도날드 호튼 및 안젤름 슈트라우스의 지도하에 완성되었다.
1958년 고프먼은 캘리포니아 대학교 버클리의 사회학과 교수로, 처음에는 방문 교수로, 그 후 1962년부터 풀 교수가 되었다. 1968년 그는 버클리의 전 동료인 델 하메스의 노력으로 사회학과 인류학에서 벤자민 프랭클린 의장을 받으며 펜실베이니아 대학교로 이사했다. 1969년에 그는 미국 예술 과학 아카데미의 친구가 되었다. 1970년에 고프먼은 미국 자발적 정신병원 폐지 협회의 공동 창립자가 되었고 플랫폼 성명서를 공동 집필하였다. 1971년에 그는 공공 관계(Relation in Public)를 출판했는데, 이 책에서 그는 사회학적 관점에서 볼 때 일상생활에 대한 그의 많은 생각을 묶었다. 그의 또 다른 주요 저서인 프레임 분석은 1974년에 출판되었다. 그는 1977-78년에 구겐하임 펠로우쉽을 받았다. 1979년 고프먼은 미국사회학회의 사회심리학과에서 뛰어난 세대를 위한 쿨리-미드 상을 받았다. 1981-82년 미국사회학회의 73대 회장으로 선출되었으나, 그는 병이 진행되어 연설을 직접 할 수 없었다.
고프먼은 1952년 Angelica Schuyler Choate와 결혼했고, 1953년에 아들 토마스가 태어났다. 안젤리카는 정신질환을 앓았고 1964년에 자살로 사망했다. 학업 경력 외에도 고프먼은 주식 시장과 도박에 대한 관심과 상대적인 성공으로 유명했다. 어느 시점에서 그는 취미와 민족지학 연구를 추구하면서 라스베거스 카지노의 핏 보스가 되었다.
1981년 고프먼은 사회언어학자 길리언 산코프(Gillian Sankoff)와 재혼했고, 다음 해에 그들의 딸 앨리스가 태어났다. 고프먼은 1982년 11월 19일 펜실베니아주 필라델피아에서 위암으로 사망했다. 그의 딸도 사회학자이다.

## 업적

#### 초기 저작
고프먼의 초기 저작은 1949-53년의 그의 대학원 저작들로 구성되어 있다. 그의 석사 논문은 라디오 연속극인 '빅 시스터'에 대한 청중들의 반응을 조사한 것이었다. 가장 중요한 요소 중 하나는 실험 논리와 변수 분석에 대한 그의 연구 방법론에 대한 비평이었다. 이 시기의 다른 저술로는 계급적 지위의 상징(1951년)과 냉방시 마크 아웃(1952년)이 있다. 그의 박사학위 논문인 섬 공동체에서의 커뮤니케이션 행동(1953년)은 얼굴을 맞대고 상호작용하는 의사소통 전략의 모델을 제시했으며, 일상 생활 의식이 대중의 자아 예측에 어떤 영향을 미치는지에 초점을 맞추었다.

#### 자기 표현
고프먼은 얼굴을 맞대고 하는 상호작용으로 일어나는 연극 공연을 묘사한다. 그는 개인이 다른 사람과 접촉할 때, 자신의 설정, 외모, 태도를 바꾸어 상대방이 자신을 형성할 것이라는 인상을 통제하거나 유도하려 한다고 주장한다.  동시에 개인이 상호작용하는 사람은 개인에 대한 인상을 형성하고 그에 대한 정보를 얻으려는 시도와 상호작용을 한다. 고프먼은 또한 사회적 상호작용에 참여하는 사람들이 자신이나 다른 사람들을 당황하게 하지 않기 위해 특정한 관행을 한다고 믿는다.  이 인정을 받고 고프먼은 극적 분석을 하게 되었다. 그는 사람들이 일상 생활에서 하는 "연기"와 연극 공연 사이의 연관성을 보았다. 연극 공연에서와 같이 사회적 상호작용에서, 배우(개인)가 관객 앞에 나타나는 무대 위 영역이 있다; 이것은 긍정적인 자기 개념과 원하는 인상을 제공하는 곳이다. 하지만 무대 뒤편도 있다. 개인들이 스스로 될 수 있고 사회적 역할과 정체성을 버릴 수 있는 숨겨진 사적인 영역이다.
정신 병원
고프먼은 때때로 1957년에 "전체 기관"이라는 용어를 만들어냈다는 공로를 인정받고 있다. 하지만 그는 에버렛 휴즈[7]의 강의에서 이 말을 들은 적이 있다. 고프먼이 "전체 기관"이라는 용어를 만들었는지 여부에 관계없이, 그는 1961년 저서 "아실럼스: 정신질환자와 기타 입원환자의 사회적 상황에 관한 논문. 이 책은 "전체 기관의 개념에 대한 지식"으로 설명되어 왔다. 이 책은 정신병원[48]의 정신질환자의 사회적 상황을 최초로 조사한 사회학적 조사 중 하나였으며, 정신질환의 사회적 측면을 이해하는 데 크게 기여했다.
이 책은 '전체 기관의 특성'(1957년) '정신질환자의 도덕적 직업'(1959년) '공공기관의 밑바닥 인생' 등 4개의 수필로 구성되어 있다. 정신병원 외래진료방법에 관한 연구 팅커링 트레이드의 빈도에 대한 일부 참고 사항" 첫 번째 세 개의 에세이는 환자의 경험에 초점을 맞추고, 마지막 에세이는 프로페셔널-클라이언트 상호 작용에 초점을 맞춘다. 고프먼은 주로 정신과 입원 세부사항과 그가 "제도화"라고 부르는 과정의 성격과 효과에 대해 염려하고 있다. 그는 제도화가 사람들을 좋은 환자, 즉 "무해하고 무해하며 눈에 띄지 않는" 사람의 역할로 어떻게 사회화하는지를 설명한다. 이는 심각한 정신 질환에서 만성성의 개념을 강화시킨다. 전체 기관은 사람들의 상호작용에 큰 영향을 미친다. 그러나 그러한 장소에서도 사람들은 자신의 역할을 재정의하고 정체성을 되찾는 방법을 찾는다.
아실럼은 많은 나라에서 정신 건강 시스템의 개혁을 촉진시켜 대형 정신 병원과 그 안에 갇혀 있는 사람들의 수를 줄이는 데 기여한 공로를 인정받았다. 항정신병 약물운동에도 영향을 미쳤다.

#### 공공의 행동
공공 장소에서의 행동(1963), 고프먼은 다시 일상적인 공공 상호작용에 초점을 맞춘다. 그는 몇 가지 유형의 대중 모임(추모), "현장", "사회적 행사" 및 청중 유형(취득 대 미숙색)을 구별한다.

#### 오명
고프먼의 책 스티그마: 스포일드 아이덴티티 관리에 관한 참고 사항(1963년)은 승인된 행동이나 외모 기준을 벗어날 때 자신의 정체성을 보호하기 위해 사람들이 주로 은폐를 통해 자신의 인상을 관리하는 방법을 조사한다. 스티그마는 다른 사람의 기준을 충족시키지 못할 때 느끼는 수치심과 신뢰가 떨어지는 것에 대한 두려움에 관련된다. 그러므로 전과가 있는 사람은 우연히 마주친 사람에 의해 판단되는 것에 대한 두려움으로부터 그 정보를 간단히 보류할 수 있다.

#### 상호작용 의식
상호작용 의식: 얼굴 대 얼굴 행동 에세이 6편의 고프먼 에세이를 모은 것이다. 처음 네 권은 1950년대에 출판되었고, 다섯 번째 것은 1964년에 출판되었으며, 마지막 것은 수집을 위해 쓰여졌다. '얼굴에 관한 일'(1955년), '우려와 사회 조직'(1956년), '추경과 품행'(1956년), '상호작용에서 오는 해방'(1957년), '정신적 증상과 공공질서'(1964년), '행동 있는 곳' 등이 그것이다.
첫 번째 에세이인 '얼굴에 관한 일'은 다른 사람들과 교류할 때 개인이 가지고 있는 긍정적인 자아상인 얼굴 개념을 논한다. 고프먼은 얼굴이 "상호작용의 사회학적 구조로서, 그 사람의 본질도 영구적인 면도 아니다"라고 믿는다. 일단 한 개인이 다른 사람들에게 자신에 대한 긍정적인 자기 이미지를 제공하게 되면, 그 개인은 그 이미지를 유지하고 그에 부응할 필요성을 느낀다. 어떤 사람이 자신을 사회에 어떻게 투영하는지에 대한 불일치는 당황과 불신을 초래할 위험이 있다. 그러므로, 사람들은 다른 사람들에게 불리한 시각으로 자신을 드러내지 않도록 하기 위해, 여전히 경호를 받고 있다.

#### 전략적 상호작용
고프먼의 《전략적 상호작용》(1969년)은 게임 이론에 대한 그의 공헌이다. 그것은 게임 이론이 시카고 사회학의 유산과 상징적 상호작용주의의 관점과 호환성을 논한다. 그러한 관점에 분명히 관여하는 것은 그의 몇 안 되는 작품 중 하나이다. 게임 이론에 대한 프만의 견해는 토마스 셸링의 작품들에 의해 형성되었다

#### 프레임 분석
프레임 분석: 경험의 구조에 관한 에세이(1974년)는 개념 프레임, 즉 경험을 체계화하는 방법들을 설명하는 고프먼의 시도다. 따라서 이 책은 사회의 구성보다는 경험의 구조에 관한 것이다. 프레임은 개인, 집단, 사회의 행동을 지도하고 경험을 조직하는 개념과 이론적 관점들의 집합이다. 그렇다면, 프레임 분석은 사회 경험의 조직에 대한 학문이다. 프레임의 개념을 설명하기 위해, 고프먼은 그림 프레임의 예를 제시한다: 사람은 그의 삶에서 경험하고 있는 것에 대한 자신의 그림(그것의 내용을 나타내는 것)을 함께 잡기 위해 프레임(구조물을 나타내는 것)을 사용한다.
가장 기본적인 프레임을 기본 프레임워크라고 한다. 일차적인 틀은 개인의 경험이나 원래 무의미하고 의미 있는 장면의 한 측면을 취한다. 일차적 프레임워크의 한 종류는 자연계의 상황을 식별하는 자연적 프레임워크로, 인간의 영향이 전혀 없는 완전한 생물물리학이다. 또 다른 형태의 틀은 사건을 설명하고 인간과 연결시키는 사회적 틀이다. 자연적인 틀의 예는 날씨, 사회적 틀의 예는 날씨를 예측하는 기상학자다. 고프먼은 사회적 틀에 초점을 맞추어 "사회 생활의 어느 순간에 개인이 가지는 경험의 구조나 형태에 관한 일반적인 진술을 구성"하려고 한다.
고프먼은 이 책을 그의 매그넘 오퍼스로 보았지만, 그의 이전 작품들만큼 인기가 있지는 않았다.

#### 성별 광고
성별 광고에서, 그는 우리 모두가 일상 생활에서 참여하는 광고에서 성별이 어떻게 표현되는지에 대해 글을 쓴다. 그는 상대적 크기, 여성적 터치, 기능 순위, 가족, 종속 의식화, 허가철회를 설명한다. 상대적인 크기는 광고에 나오는 여성들이 일반적으로 남자들에 비해 더 짧거나 더 작게 나타난다는 것을 의미한다. 페미닌한 촉각은 여성이 남성이나 물체를 매우 느슨하게 만지고, 물체를 꽉 잡지 않는 것이다. 기능 순위는 남자가 앞쪽에, 그리고 여성과 아이들 앞에 가장 큰 모습을 보이는 방식으로 이미지의 위계를 나타낸다. 그 가족은 전형적으로 아버지와 아들이 친밀한 관계를 맺고, 어머니와 딸이 친밀한 관계를 맺는 방식으로 묘사된다. 후계의 의식은 여성이 낮은 계급이나 이미지 가치로 보여질 때인데, 여성이 더 작고, 그 아래에 있으며, 전반적으로 남성에게 덜 중요할 때 나타난다. 마지막으로, 면허취소란 여성이 카메라에 관심이 없는 것으로 보이거나 머리와 몸통이 있는 거리를 내다보는 것을 말한다. 고프먼은 이 모든 주제들을 매우 심층적이고 이해하기 쉬운 형식으로 분석한다.

#### 토크의 형식
고프먼의 저서 '토크의 형태'(1981년)에는 '복제와 반응'(1976년) '응답하라 크리'(1978년) '사격'(1979년) '강좌'(1976년) '라디오 토크'(1981년) 등 5편의 수필이 수록돼 있다.각 에세이는 사회언어적 모델을 통해 언어적 의사소통과 비언어적 의사소통을 모두 다루고 있다. 그 책은 이야기 연구의 포괄적인 개요를 제공한다. 도입부에서 고프먼은 본문 전체에 걸쳐 반복되는 세 가지 주제, 즉 "적극화, 참여 프레임워크, 임베딩"을 파악한다.
첫 번째 에세이인 "복제와 반응"은 "대화"와 대화 중에 사람들이 언어적으로나 비언어적으로 반응하는 방식에 관한 것이다.두 번째 에세이인 "응답하라 크리스는 다른 사회적 맥락에서 발언의 사용과 그 사회적 의미를 고려한다. 구체적으로 고프먼은 "자기 이야기"(특별히 어느 누구와도 대화하지 않음)와 사회적 상황에서의 그 역할에 대해 논한다. 다음으로, "Footing"에서, 고프먼은 대화 중에 발판이나 정렬이 움직일 수 있는 방법을 다룬다. 원래 구술발표회인 네 번째 에세이 "강좌"는 강의의 종류와 방법을 다르게 기술하고 있다. 마지막으로, "라디오 토크"에서, 고프먼은 라디오 프로그래밍에서 사용되는 대화의 종류와 형태와 그들이 청취자에게 미치는 영향을 설명한다.

## 고프먼의 상징적 상호작용론
자아표현에 대한 '연극학적' 접근으로 인간은 상징을 통해 상호작용한다는 상호작용론의 기본 전제를 가지고 사람들의 실제 사회생활을 마치 연극의 한 형태인 것으로 보고 그들이 처해있는 사회적 상황 아래서 다른 사람들에 인상을 어떻게 관리하는가를 밝히고자 노력하는 접근이다. 《자아 연출의 사회학》은 1956년에 출판되었고, 1959년에 개정판이 출판되었다. 그는 박사학위 논문에서 그 책의 핵심 아이디어를 개발했다. 이 책은 고프먼의 첫 번째이자 가장 유명한 책으로, 그는 1961년 미국 사회학 협회의 맥아이버 상을 받았다.
고프먼은 대면 상호작용에서 일어나는 연극 공연을 묘사한다. 그는 한 개인이 다른 사람과 접촉할 때, 그는 자신의 설정, 외모, 태도를 바꾸면서 다른 사람이 자신을 형성할 것이라는 인상을 통제하거나 인도하려 한다고 주장한다. 동시에, 개인이 개인에 대한 인상을 형성하고 정보를 얻기 위한 시도로 상호작용하는 사람. 고프먼은 또한 사회적 상호작용에 참여하는 사람들이 자신이나 다른 사람들을 당황하게 하지 않기 위해 특정한 실천에 참여한다고 믿는다. 사회는;우리는 다르게 설정에 초점을 맞추어야 한다 균질이 아니다. 이러한 인식은 고프먼을 극적 분석으로 이끌었다. 그는 사람들이 일상 생활에서 붙이는 "연기"의 종류와 연극 공연 사이의 연관성을 보았다. 사회적 상호작용에서, 연극 공연에서와 같이, 배우(개인)가 청중 앞에 나타나는 무대 영역이 있다; 이것이 긍정적인 자아 개념과 원하는 인상을 제공하는 곳이다. 그러나 무대 뒤에는 개인이 스스로 되어 사회적 역할과 정체성을 버릴 수 있는 숨겨진 사적인 영역도 있다.
《자아 연출의 사회학》의 목차는 다음과 같다.
1장 공연(performances) - 배역에 대한 믿음, 앞 무대(fronts), 극적 효과의 실현(dramatic realization), 이상화(idealization), 표현 통제의 유지(maintenance of expressive control), 위장(misrepresentation), 신비화(mystification), 실체와 책략
2장 팀(teams) - 기준 준거점으로서의 팀, 협력 의존, 두 팀간의 대화 상호작용
3장 영역과 영역 행동(regions and region behaviour) - 앞무대(front), 뒷무대(back), 바깥쪽 무대(outside), 무대와의 경계(boundaries)
4장 모순적 역할(discrepant roles) - 야바위꾼(shill), 제보자(informer), 감시자(spotter), 중개자(go-between), 비인간(non-person), 서비스 전문가(service specialist), 동료(collegue)
5장 배역에서 벗어난 의사소통(communication out of character) - 부재자 취급방식(treatment of the absent), 공연 관련 대화(staging talk), 팀 공모(team collusion), 관계 재구성(realigning actions)
6장 인상관리의 기술(the arts of impression management) - 연극적 충성심(dramaturgical loyalty), 연극적 단련(discipline and circumspection), 연극적 용의주도함, 보호기법(tact)
7장 결론(conclusion)

### 참고 문헌
- Burns, Tom (1992). 《Erving Goffman》. London;New York: Routledge. ISBN 978-0415064927.
- Burns, Tom (2002). 《Erving Goffman》. Routledge. ISBN 978-0-203-20550-1.
- Elliot, Anthony; Ray, Larry J. (2003). 《Key Contemporary Social Theorists》. Blackwell Publishers Ltd. ISBN 978-0-631-21972-9.
- Fine, Gary A.; Manning, Philip (2003), 〈Erving Goffman〉,   Ritzer, George, 《The Blackwell companion to major contemporary social theorists》, Malden, Massachusetts Oxford: Blackwell, ISBN 9781405105958.